# Marionina riparia
Marionina riparia is een ringworm uit de familie van de Enchytraeidae. De wetenschappelijke naam van de soort is voor het eerst geldig gepubliceerd in 1899 door Bretscher.